# Quan hệ Pháp – Cộng hòa Séc
Quan hệ Pháp – Cộng hòa Séc (tiếng Anh: Czech Republic–France relations) hay quan hệ Pháp – Séc, là mối quan hệ hiện tại và lịch sử giữa Pháp và Cộng hòa Séc. Các mối quan hệ ngoại giao đầu tiên giữa hai nước có từ thời Trung cổ.
Cả hai nước đều là thành viên chính thức của Ủy hội châu Âu, Liên minh châu Âu và NATO. Từ năm 1999, Cộng hòa Séc cũng là quan sát viên trong Cộng đồng người nói tiếng Pháp.

## Lịch sử
Vua Johann I của Bohemia đã chiến đấu bên phía nước Pháp nhiều lần và đã tử trận trong trận Crécy năm 1346. Người kế vị ông là Karl IV được nuôi dưỡng ở Paris.
Pháp là quốc gia đầu tiên công nhận Tiệp Khắc vào ngày 28 tháng 10 năm 1918. Pháp ủng hộ việc ký kết Hiệp ước Nhỏ và do đó đã ký Hiệp ước Liên minh và Hữu nghị giữa Pháp và Tiệp Khắc vào ngày 25 tháng 1 năm 1924.

## Giáo dục
Có một trường quốc tế Pháp ở Praha, Lycée français de Praha.

## Các phái đoàn ngoại giao thường trú
- Cộng hòa Séc có một Đại sứ quán ở Paris.
- Pháp có một Đại sứ quán ở Praha.

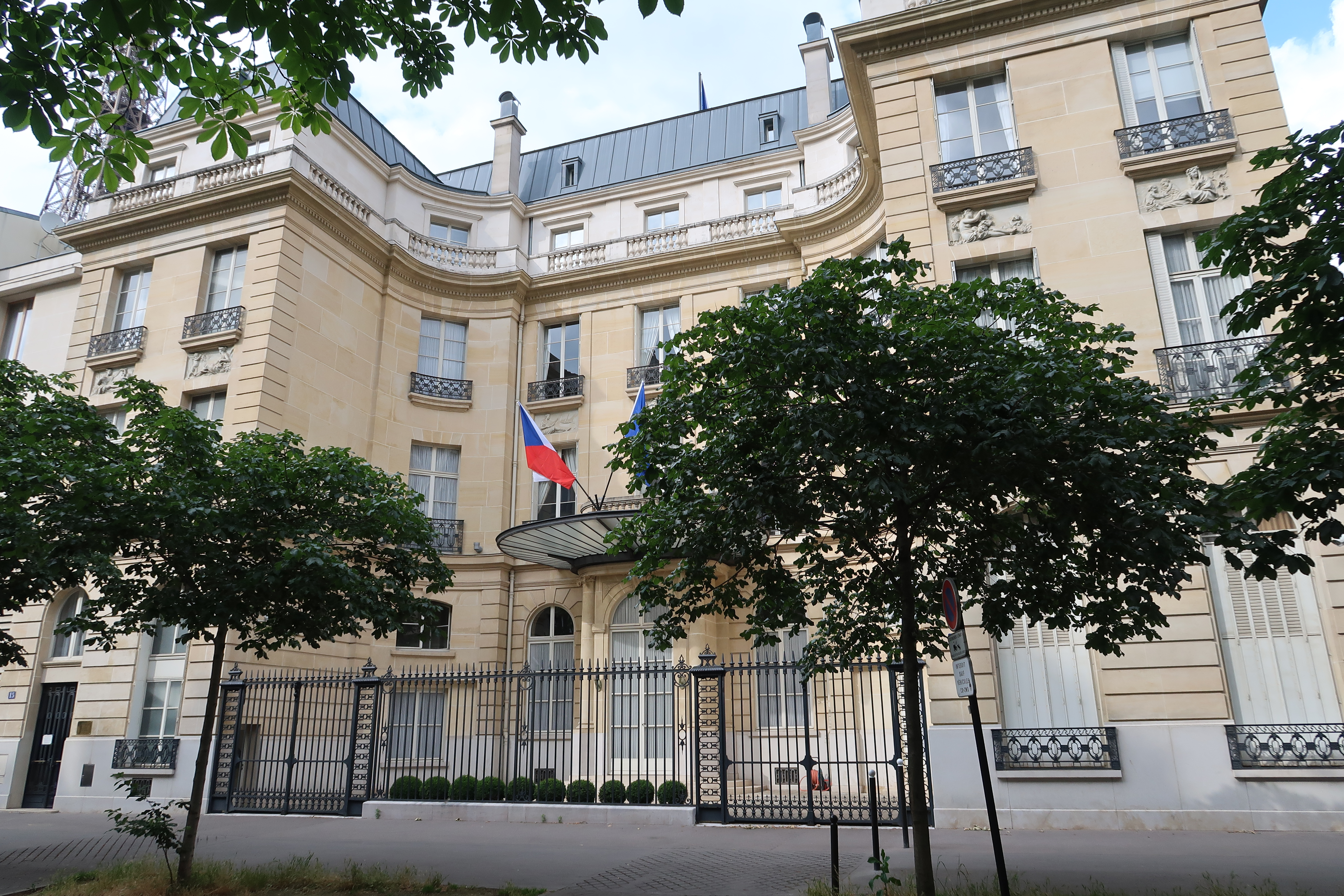
Đại sứ quán Cộng hòa Séc tại Paris
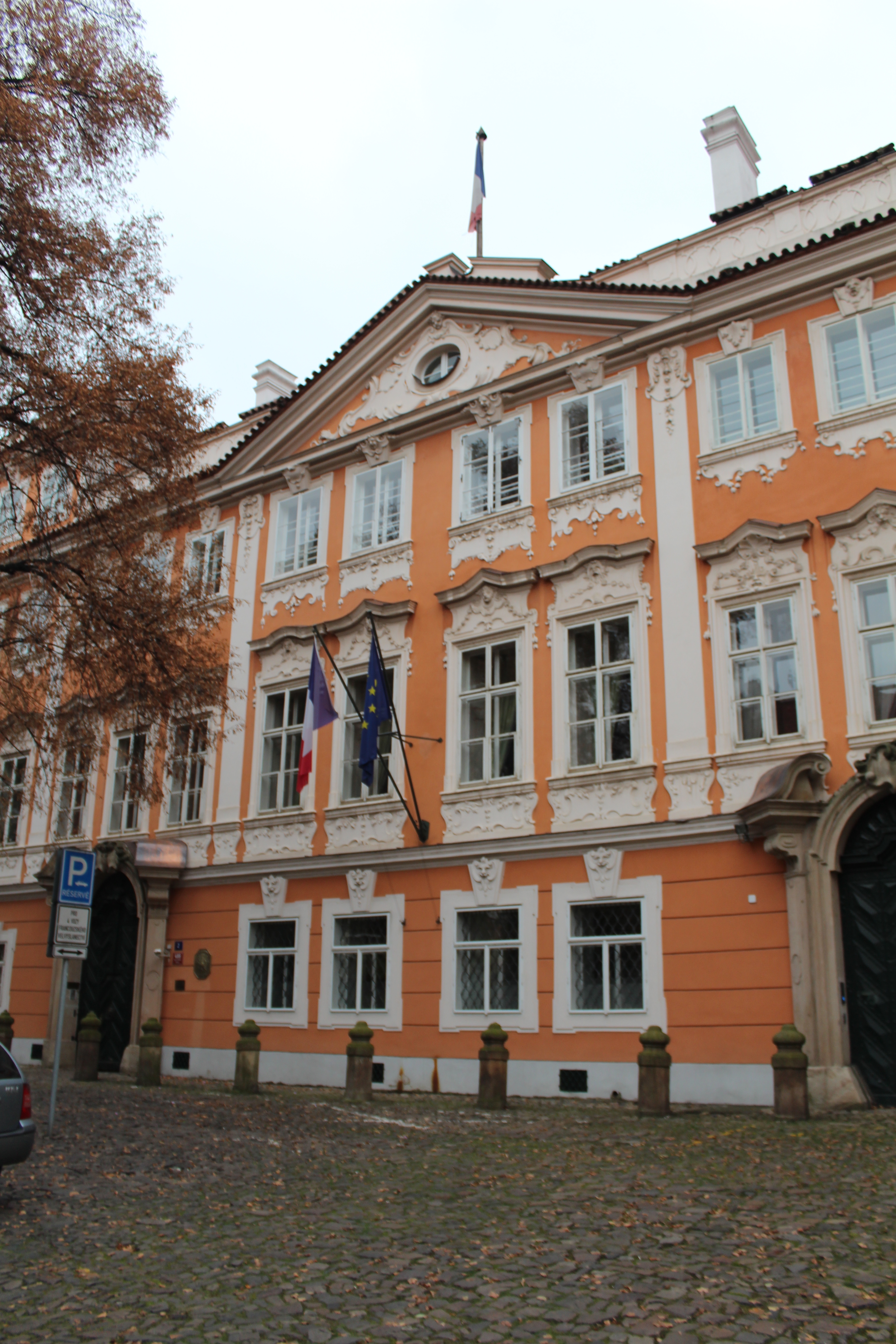
Đại sứ quán Pháp tại Praha